# 10347 Murom
10347 Murom è un asteroide della fascia principale. Scoperto nel 1992, presenta un'orbita caratterizzata da un semiasse maggiore pari a 2,3969250 UA e da un'eccentricità di 0,2220965, inclinata di 1,14644° rispetto all'eclittica.
L'asteroide è dedicato a Murom, storica città russa.